# Heka

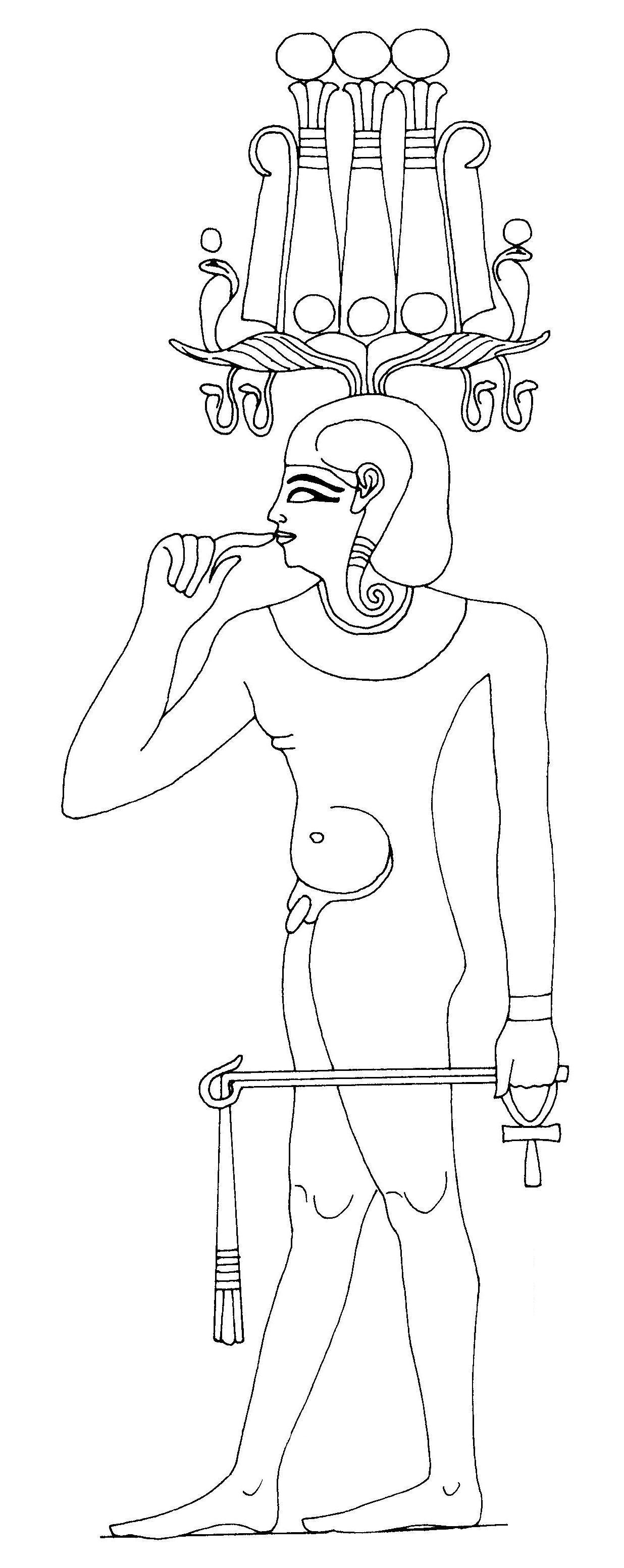
Bůh Heka v podobě dítěte

| F22 | A40 |

| F22 | A40 |

| V28 | D28 | A40 |

| V28 | D28 | A40 |

Heka (v překladu uváděno zpravidla jako „kouzelná moc“ nebo „magie“; slovo je však pro svou komplexnost významově nepřeložitelné a zpravidla se ponechává v původní egyptské podobě) je staroegyptský pojem označující tvořivou sílu a moc stvořitelského boha (zpravidla slunečních bohů Atuma nebo Rea, ale i jiných). Spolu s pojmem maat představuje ústřední bod egyptské představy o bozích a o principech, na nichž stojí svět. Od doby Staré říše jej reprezentoval stejnojmenný antropomorfní bůh Heka.
Heka se mj. jako bůh objevuje v Trojici z Esny, kde je synem boha Chnuma a jeho ženy, kterou bývá buďto bohyně Menhit, Mehetveret, nebo Nebetu'u (forma bohyně Hathor).